# Mudania
Mudania o Mudanya (en griego: τα Μουδανιά, ta Moudaniá, que ocupa el lugar de la antigua Mirlea) es una ciudad y distrito de la provincia de Bursa en la región turca del Mármara. Está en el golfo de Gemlik, en la costa meridional del mar de Mármara. En 1911, estaba conectada con Bursa por el ferrocarril Mudania-Bursa y una carretera, y con Constantinopla por vapores. Mudania tiene un fondeadero que solamente se puede usar con el mar en calma. Produce aceite de oliva y cuenta con un muelle que utilizan los barcos de pesca y de carga de la localidad.

## Historia
Según el censo general otomano de 1881/82-1893, la kaza de Mudania tenía una población total de 16 683 habitantes, de los cuales 11 792 eran griegos y 4891 musulmanes. Era una ciudad portuaria que tenía una conexión ferroviaria con Bursa, que se había completado en 1875. El ferrocarril tenía un muelle en el puerto de Mudania que se empleaba para enviar productos, a menudo a Constantinopla, por entonces la capital imperial. Uno de los principales artículos que salían del puerto de Mudania era la seda.
La ciudad fue el lugar en el que se firmó el armisticio homónimo entre Turquía, Italia, Francia y el Reino Unido el 11 de octubre de 1922, durante la guerra de Independencia turca.
Tras el Tratado de Lausana y el acuerdo greco-turco de intercambio de población, los griegos de la ciudad fueron trasladados a la Grecia continental, donde crearon un asentamiento al que dieron el nombre de su antigua ciudad, Nea Moudaniá (Nueva Mudania), en la península de Calcídica, en la región griega de Macedonia. Su lugar en Mudania lo ocuparon turcos cretenses.